# 安民乡 (肇东市)
安民乡，是中华人民共和国黑龙江省绥化市肇东市下辖的一个乡镇级行政单位。

## 行政区划
安民乡下辖以下地区：
二龙村、八撮村、永红村、长青村、安民村、胜安村、榆林村、奉安村、合发村和奋发村。